# Đại Vận Hà

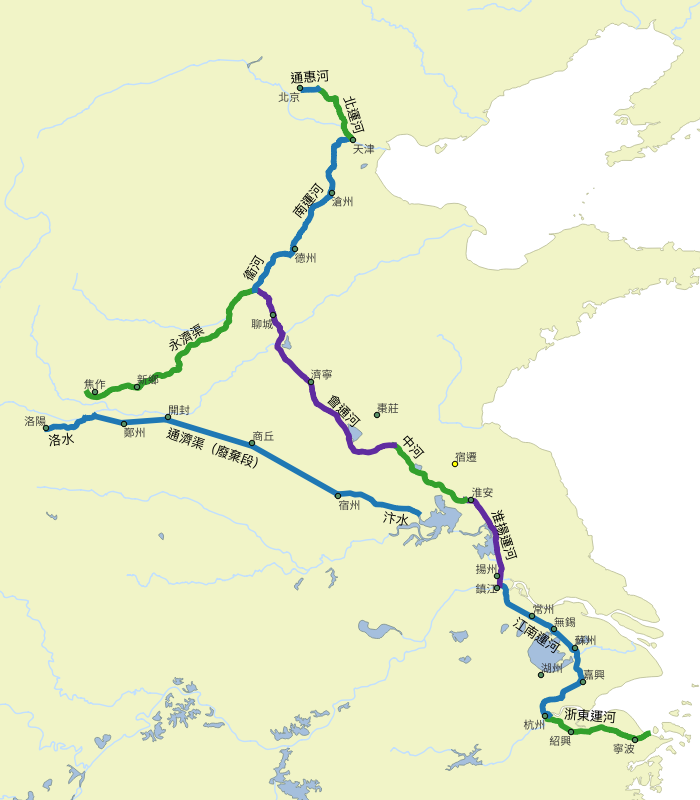
Bản đồ Đại Vận Hà

Đại Vận Hà (giản thể: 大运河; phồn thể: 大運河; bính âm: Dà Yùnhé), cũng được biết đến với cái tên Kinh Hàng Đại Vận Hà (giản thể: 京杭大运河; phồn thể: 京杭大運河; bính âm: Jīng Háng Dà Yùnhé) là kênh đào hay sông nhân tạo cổ đại trên thế giới. Kênh này vượt qua các thành phố và tỉnh ở Trung Hoa lục địa là Bắc Kinh, Thiên Tân, Hà Bắc, Sơn Đông, Giang Tô và Chiết Giang. Phần cổ xưa nhất của kênh đào này có niên đại thế kỷ 5 TCN.

## Lịch sử

### Sơ kỳ
Khái niệm kênh đào đã có từ cuối thời kỳ Xuân Thu (722-481 TCN), khi Ngô vương Phù Sai, vị vua của nước Ngô (ngày nay nằm trong địa phận Tô Châu), đem quân đội tiến về phía bắc để xâm chiếm các vương quốc khác. Ông ra lệnh đào kênh để vận chuyển binh lính, kênh này được gọi là Hàn Câu.
Đoạn kênh đào đầu tiên nằm gần Dương Châu, Giang Tô để dẫn nước của sông Dương Tử (Trường Giang) về phía bắc nối vào sông Hoài. Theo một đoạn trong một cuốn sách của Khổng Tử, nó đã được xây dựng vào khoảng năm 486 TCN. Đây là đoạn cổ nhất của kênh đào này. Đoạn này đã được sửa chữa và mở rộng vào thế kỷ 3.

### Thời nhà Tùy
Đại Vận Hà đã được kéo dài thêm vào thời kỳ nhà Tùy (581-618). Năm 604, Tùy Dạng đế của nhà Tùy đã rời bỏ Trường An (ngày nay là Tây An) để chuyển kinh đô tới Lạc Dương. Năm 605, vị hoàng đế này giao công việc mở rộng, kéo dài Đại Vận Hà cho Vũ Văn Khải, để nối liền Trác Quận (nay là Bắc Kinh) với Hàng Châu.
Công việc này kéo dài trong 6 năm để liên kết 5 hệ thống sông vào Đại Vận Hà. Khi hoàn thành, nó nối liền các sông Hải Hà, Hoàng Hà, sông Hoài, Tiền Đường và Trường Giang. Phần phía nam, nằm giữa Dương Tử và Hàng Châu, được đặt tên là Giang Nam Hà (江南河). Phần trung tâm của Đại Vận Hà kéo dài từ Dương Châu tới Lạc Dương. Nó có thể được chia thành hai phần. Phần nằm giữa sông Dương Tử và sông Hoài được gọi là Sơn Dương Độc (山阳渎), phần lớn trong đó được xây dựng lại trên con kênh cũ. Phần thứ hai được gọi là Thông Tế Cừ (通济渠), nối liền Hoàng Hà với Hoài Hà. Phần phía bắc của Đại Vận Hà, được đặt tên là Vĩnh Tế Cừ (永济渠). Nó nối liền Bắc Kinh và Lạc Dương, và đã từng được sử dụng để vận chuyển quân lương cho cuộc chiến tranh Tùy-Cao Câu Ly. Tổng chiều dài của hệ thống kênh đào này vào thời kỳ đó là khoảng 2.500 km.

### Các thời kỳ sau

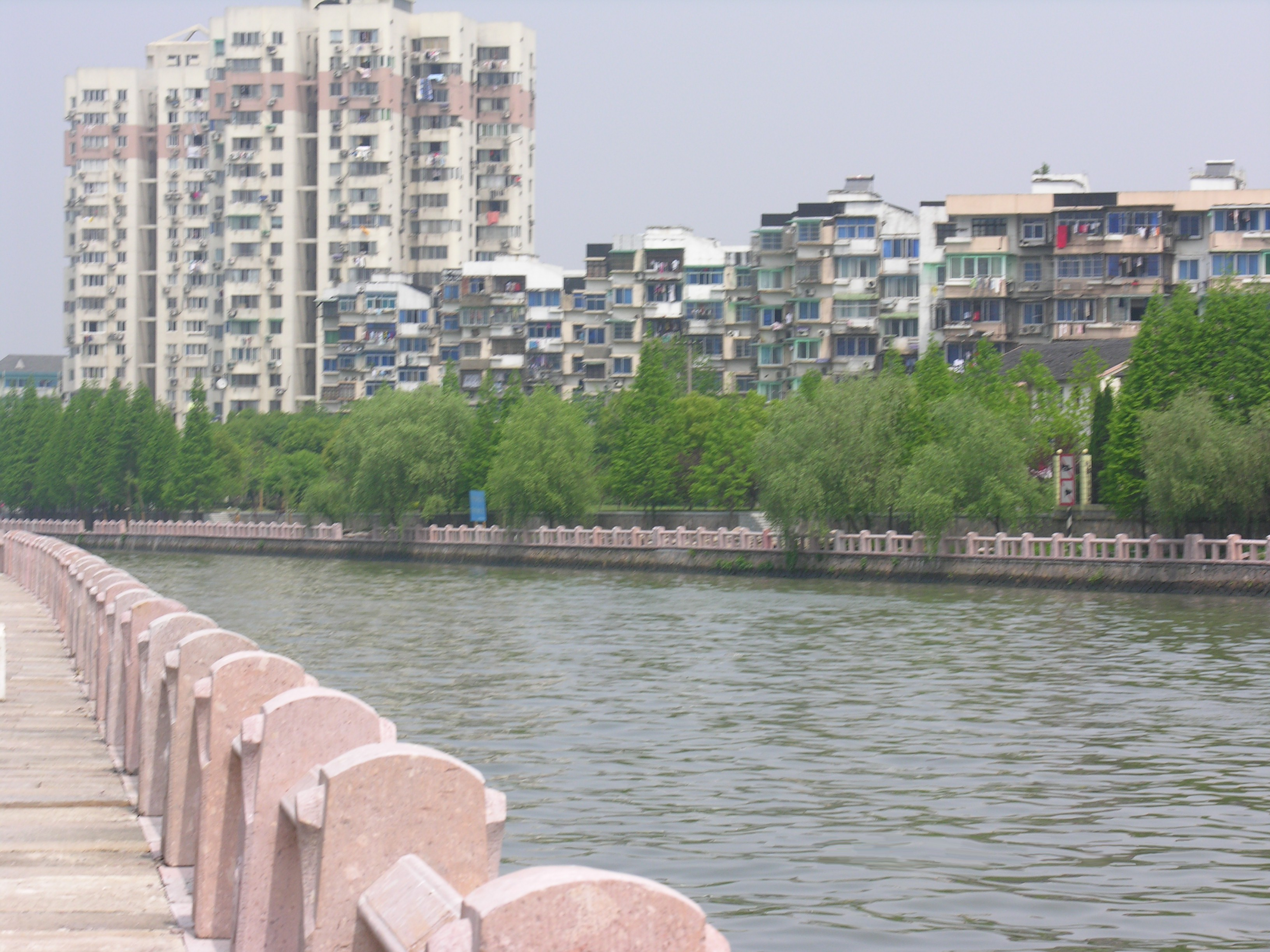
Các công trình xây dựng ven bờ Đại Vận Hà

Sau loạn An Sử (755-763) trong thời kỳ nhà Đường (618-907), nền kinh tế của miền bắc Trung Quốc đã bị tổn hại nghiêm trọng và không thể phục hồi lại do các cuộc chiến cũng như lũ lụt thường xuyên của sông Hoàng Hà. Đại Vận Hà là con đường chính để vận chuyển ngũ cốc từ khu vực đồng bằng châu thổ Trường Giang tới Hoa Bắc. Thành phố Khai Phong đã là trạm trung chuyển chính trên tuyến đường thủy này, và do đó nó đã lớn mạnh dần lên để sau đó trở thành kinh đô của nhà Tống (960-1279).
Trong thời kỳ nhà Nguyên (1271-1368), kinh đô của Trung Quốc chuyển về Đại Đô (Bắc Kinh) và do vậy nhu cầu cho Đại Vận Hà chảy về phía tây tới Khai Phong và Lạc Dương đã bị giảm mạnh. Kênh đào này sau đó đã được chuyển hướng theo đường tắt tại tỉnh Sơn Đông trong những năm từ 1280 tới 1283. Nó đã ngắn đi tới 700 km và tổng chiều dài khi đó còn khoảng 1.800 km. Kể từ đó thì lộ trình của Đại Vận Hà đã không thay đổi nhiều.
Toàn bộ kênh đào này đã được hoàng đế Minh Thành Tổ cho cải tạo, xây dựng lại vào khoảng những năm 1411 tới 1415 (niên hiệu Vĩnh Lạc). Trong vòng khoảng 400 năm kế tiếp, nó đã được duy trì khá tốt như là huyết mạch chính để vận chuyển lương thực từ lưu vực sông Dương Tử tới Bắc Kinh.
Năm 1855, sông Hoàng Hà lại gây ngập lụt và đổi dòng về phía Sơn Đông, và nó cắt đứt lộ trình của Đại Vận Hà. Do các khó khăn để vượt qua các nền đất bùn cát của sông Hoàng Hà, cùng sự phát triển của vận tải biển, cũng như sự đưa vào khai thác các tuyến đường sắt Thiên Tân-Phố Khẩu và Bắc Kinh-Hán Khẩu, nên các phần phía bắc và phía nam của kênh đào này đã không được nối liền với nhau nữa.
Điều này làm giảm mạnh vai trò của kênh đào. Nhiều đoạn của nó đã không được tu sửa nữa và một số đoạn bị tắc nghẽn do bùn lầy. Sau khi nhà nước Cộng hòa nhân dân Trung Hoa ra đời năm 1949, trước nhu cầu phát triển kinh tế, chính quyền nước này đã cho tiến hành các công việc tái thiết Đại Vận Hà. Hiện tại, đoạn từ Tế Ninh tới Hàng Châu tàu bè có thể qua lại được.

## Lộ trình
Đại Vận Hà bắt đầu ở phía bắc tại Bắc Kinh và kết thúc ở phía nam gần Hàng Châu, Chiết Giang với chiều dài tổng cộng khoảng 1.794 km (1.115 dặm). Nó chảy qua Bắc Kinh, Thiên Tân, Hà Bắc, Sơn Đông, Giang Tô và Chiết Giang, nối liền các sông Tiền Đường Giang, Dương Tử, Hoài Hà, Hoàng Hà và Hải Hà. Thông thường người ta chia nó thành 7 đoạn. Từ phía nam tới phía bắc chúng lần lượt được gọi là Giang Nam vận hà, Lý vận hà, Trung vận hà, Lỗ vận hà, Nam vận hà, Bắc vận hà và Thông Huệ hà.

### Giang Nam vận hà
Đoạn phía nam của Đại Vận Hà, "Giang Nam vận hà", bắt đầu từ Hàng Châu thuộc tỉnh Chiết Giang, tại đây nó nối liền vào sông Tiền Đường, tới Trấn Giang thuộc tỉnh Giang Tô để nối vào sông Dương Tử. Sau khi chảy qua Hàng Châu, kênh đào này vượt qua phần bờ phía đông của Thái Hồ, bao quanh trên hành trình của nó là thành phố xinh đẹp Tô Châu, và sau đó di chuyển nói chung theo hướng tây bắc qua các vùng đất màu mỡ của Giang Tô tới Trấn Giang trên bờ sông Dương Tử. Ở đoạn phía nam, độ dốc là khá thấp và nhiều nước (từ mức 2,1 m (7 ft) khi nước thấp và tới 3, 4 m (11 ft), đôi khi tới 4 m (13 ft) khi nước cao). Giữa Tô Châu và Trấn Giang thì chiều rộng của kênh đào thường là trên 30 m (100 ft), và ở nhiều nơi thì các bờ của nó được ốp đá. Các bờ này cũng được nối liền bằng nhiều cầu đá đẹp, hai bên bờ của nó có nhiều chùa chiền cao lớn. Độ dài của đoạn này khoảng 330 km.

### Lý vận hà
Trong khu vực Trấn Giang-Hàng Châu, kênh đào này vượt qua sông Dương Tử. Trấn Giang nằm ở bờ nam sông Dương Tử, còn Dương Châu nằm ở bờ bắc. Xa hơn về phía bắc, đoạn của Đại Vận Hà nằm giữa Trấn Giang và Hoài An được gọi là "Lý vận hà". Trong đoạn này, dòng chảy rất mạnh, làm cho nó rất khó vượt ngang qua ở đoạn thượng lưu về phía bắc. Tại Thanh Giang phổ (Hoài An), nó vượt qua một lòng sông cạn, sự đánh dấu dòng chảy của sông Dương Tử trước năm 1855. Đoạn kênh này đi men bờ của một số hồ và được cấp nước từ sông Hoài Hà thông qua hồ Hồng Trạch. Các vùng đất ở phía tây kênh đào nằm cao hơn kênh đào này trong khi các vùng đất ở phía đông lại thấp hơn kênh đào. Hai khu vực này được gọi tương ứng là Thượng hà (trên sông) và Hạ hà (dưới sông). Các đập nước trông buồn tẻ mở về phía Hạ hà – một trong những khu vực sản xuất nhiều lúa gạo nhất của Trung Quốc – dùng để xả nước dư thừa trong mùa lũ. Độ dài của đoạn này khoảng 170 km.

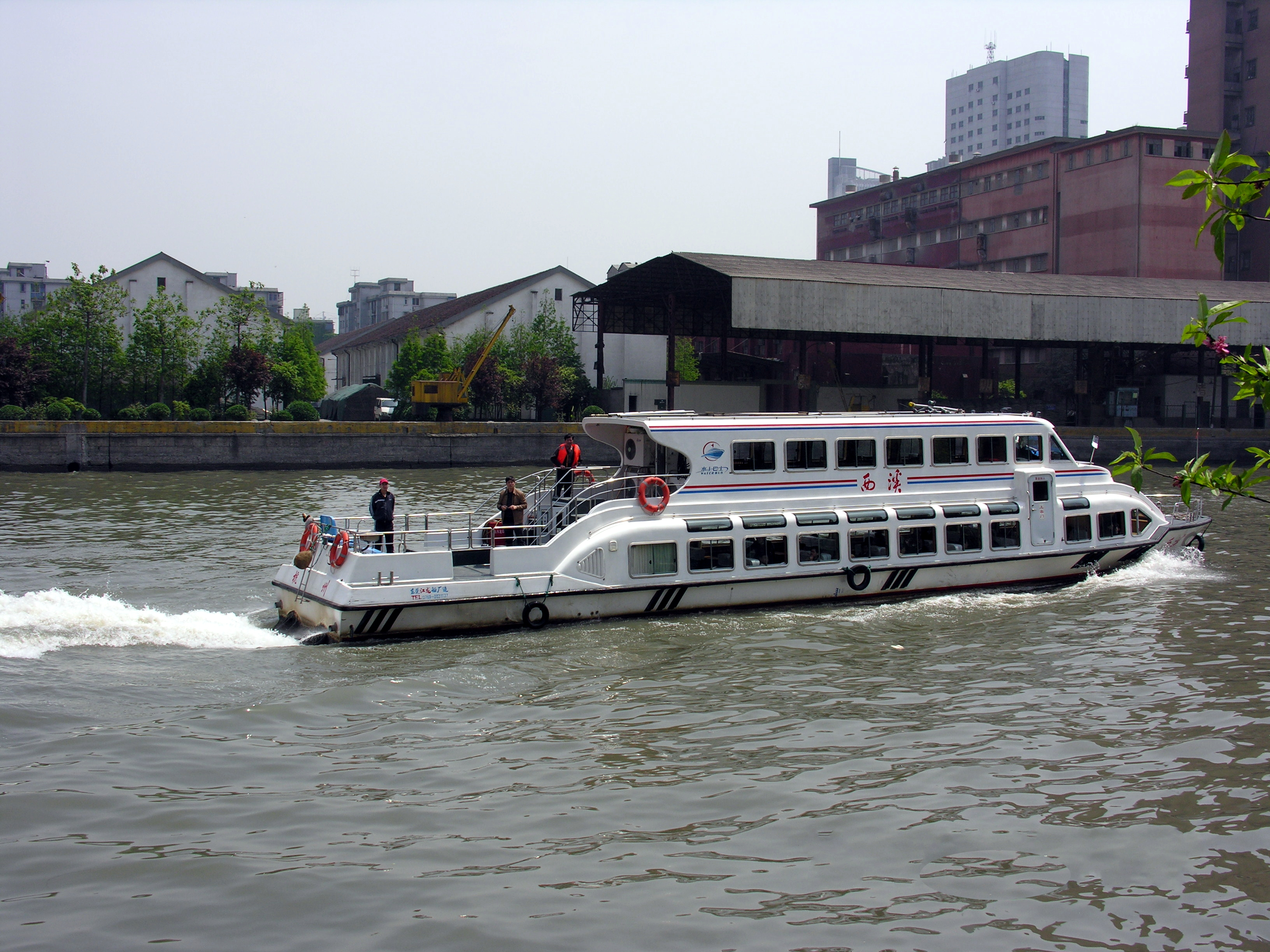
Tàu khách trên Đại Vận Hà

### Trung vận hà
Đoạn tiếp theo, từ Hoài An tới hồ Vi Sơn, được gọi là "Trung vận hà", tức đoạn kênh giữa. Nó được cấp nước bởi các con sông trong khu vực và chảy theo con đường uốn khúc nguyên thủy của nó. Trong khu vực này nó vượt qua hồ Lạc Mã (gần Tú Thiên, Giang Tô). Trong khu vực này có nhiều mỏ than nằm cận kề Đại Vận Hà. Độ dài của đoạn này khoảng 186 km.

### Lỗ vận hà
Từ hồ Vi Sơn, kênh đào này chảy vào tỉnh Sơn Đông. Đoạn kênh đào chảy qua tỉnh Sơn Đông được gọi là "Lỗ vận hà" ("Lỗ" là tên gọi khác của tỉnh Sơn Đông). Giữa Hoài An và dòng chảy hiện nay của Hoàng Hà thì kênh đào này có hướng bắc tây bắc, men theo các cao nguyên của tỉnh Sơn Đông. Kênh đào này vượt qua một loạt các phá, các hồ Vi Sơn, Chiêu Dương, Độc Sơn và Nam Dương. Bốn hồ này tạo thành một nguồn nước liên tục trong mùa hè, đôi khi được gọi là Nam Tứ hồ.
Ở phía bắc của hồ Nam Dương, trên bờ đông của kênh đào này là thành phố Tế Ninh. Khúc Phụ, quê hương của Khổng Tử, nằm cách kênh đào này khoảng 60 km. Xa hơn về phía bắc, khoảng 30 km về phía bắc của Tế Ninh, cao độ lớn nhất của kênh đào này đạt được tại thị trấn Nam Vượng, tại đây đáy của kênh đào nằm ở độ cao 38,5 m trên mực nước biển. Tại đây, sông Văn Hà chảy vào kênh từ phía đông, cung cấp nước cho cả phần phía nam lẫn phần phía bắc của kênh. Khoảng 48 km (30 dặm) xa hơn nữa về phía bắc, nó vượt qua hồ Đông Bình, và đây đã là sông Hoàng Hà. Chỗ vượt ngang qua sông Hoàng Hà về phía bắc của luồng chảy này là rất khó khăn, và chỉ có thể thực hiện được khi mực nước sông Hoàng Hà đủ lớn. Nói chung, nước sông Hoàng Hà hoặc là quá thấp hoặc dòng chảy là quá mạnh để có thể vượt ngang qua.
Bỏ lại đoạn vượt ngang sông Hoàng Hà ở phía sau, Đại Vận Hà vượt qua các vùng đất nông thôn miền đồi nhiều rừng gỗ ở phía tây Đông Bình và phía đông Liêu Thành. Tại Lâm Thanh, Đại Vận Hà chảy vào tỉnh Hà Bắc. Độ dài của đoạn này khoảng 380 km.

### Nam vận hà
Đoạn thứ năm của Đại Vận Hà kéo dài từ Lâm Thanh tới Thiên Tân với tên gọi "Nam vận hà". Nó không phải là đoạn phía nam của Đại Vận Hà mà có tên gọi như vậy là do nó ở phía nam Thiên Tân. Tại Lâm Thanh nó nối vuông góc với sông Vệ Hà tại khu vực giữa của thành phố này. Vì thế, đoạn này còn được gọi là "Vệ vận hà". Từ Hoài An tới Lâm Thanh, một khoảng cách khoảng trên 485 km (300 dặm), giao thông thủy là rất khó khăn và sự cung cấp nước thường là thiếu. Các khác biệt ở mức 6–9 m (20–30 ft), được tạo ra nhờ các đập nước mà trên đó thuyền bè đang tháo dỡ hàng hóa của mình được kéo bằng tời. Phía dưới chỗ giao nhau với sông Vệ, kênh đào này chia sẻ lòng sông với nó và nó lại trở thành thuận lợi cho giao thông.
Đại Vận Hà vượt qua phía đông tỉnh Hà Bắc đoạn giữa Đức Châu và Thương Châu, nhận nước từ sông Tử Nha Hà trong khu vực Qingxian và nước của sông Đại Thanh Hà trong khu vực huyện Tĩnh Hải. Cuối cùng, kênh đào này nối liền các sông Vĩnh Định Hà và Bạch Hà tại Thiên Tân để tạo ra sông Hải Hà. Độ dài của đoạn này khoảng 524 km.

### Bắc vận hà và Thông Huệ hà
Từ Thiên Tân, kênh đào chạy theo hướng tây bắc. Đoạn này chia sẻ dòng chảy với sông Bạch Hà với tên gọi "Bắc vận hà" do nó nằm ở phía bắc Thiên Tân.
Cuối cùng, 80 km từ Thiên Tân, nó chạy tới Thông Châu tại đây nó lại nối với sông Bạch Hà. Thông Châu cách Bắc Kinh 20 km về phía đông nam. Trong thời kỳ nhà Nguyên, một kênh đào khác, Thông Huệ hà, đã nối Thông Châu với Bắc Kinh. Vào thời gian đó, tàu thuyền có thể đi thông suốt từ Hàng Châu tới hồ Hậu Hải thuộc Bắc Kinh. Tuy nhiên, vào thời kỳ nhà Minh và nhà Thanh, mực nước trong Thông Huệ hà đã giảm xuống và tàu thuyền không thể đi từ Thông Châu tới Bắc Kinh. Vì thế, Thông Châu đã trở thành điểm cuối cùng ở phía bắc cho tàu thuyền của Đại Vận Hà, và có thể coi nó là một nhà ga chính. Hàng hóa từ miền nam được tháo dỡ tại Thông Châu và vận chuyển tới Bắc Kinh bằng đường bộ. Độ dài của đoạn này khoảng 206 km.

## Chiều dài và cao độ
Theo các tác phẩm của Père Gandar, tổng chiều dài của Đại Vận Hà là 3.630 lý, hay khoảng 1.930 km (1.200 dặm Anh). Tính toán một cách thô sơ, chỉ tính đến các khúc uốn cong chính của Đại Vận Hà cho con số khoảng 1.380 km (850 dặm). Giá trị hay được trích dẫn trong các tài liệu của Trung Quốc là 1.794 km.
Cao độ của đáy Đại Vận Hà tại một số điểm kiểm soát là:
- Hàng Châu: 1 m
- Nam Vượng, Khương Câu: 38,5m
- Thiên Tân: 1 m
- Dương Thôn: 0,8 m
- Thông Châu: 21m
- Bắc Kinh: 27m[2]. Nước chảy từ Bắc Kinh tới Thiên Tân, từ Nam Vượng tới Thiên Tân, và từ Nam Vượng tới Dương Châu. Mực nước trong Giang Nam vận hà là gần với mực nước biển.

## Sử dụng

### Vận tải
Trong các thời kỳ Nguyên (1271-1368), Minh (1368-1644) và Thanh (1644-1911), Đại Vận Hà là huyết mạch chính giữa miền bắc và miền nam Trung Quốc và là cực kỳ quan trọng trong việc vận chuyển lương thực tới Bắc Kinh. Mặc dù chủ yếu là vận chuyển ngũ cốc, nhưng đường giao thông thủy này cũng được dùng cho việc chuyên chở các mặt hàng khác. Khu vực xung quanh Đại Vận Hà cuối cùng đã phát triển thành một vành đai kinh tế-thương mại quan trọng. Các ghi chép cho thấy mỗi năm có trên 8.000 tàu thuyền vận chuyển từ 4-6 triệu đảm (200.000 – 300.000 tấn) ngũ cốc tới Bắc Kinh . Sự thuận tiện của đường giao thông này cũng cho phép các vị quân vương đi tuần thú về miền nam Trung Quốc. Thời kỳ nhà Thanh, các vị hoàng đế như Khang Hi và Càn Long đã thực hiện 12 chuyến đi về phương nam, trong đó 11 chuyến đi đạt tới điểm cuối cùng tại Hàng Châu.

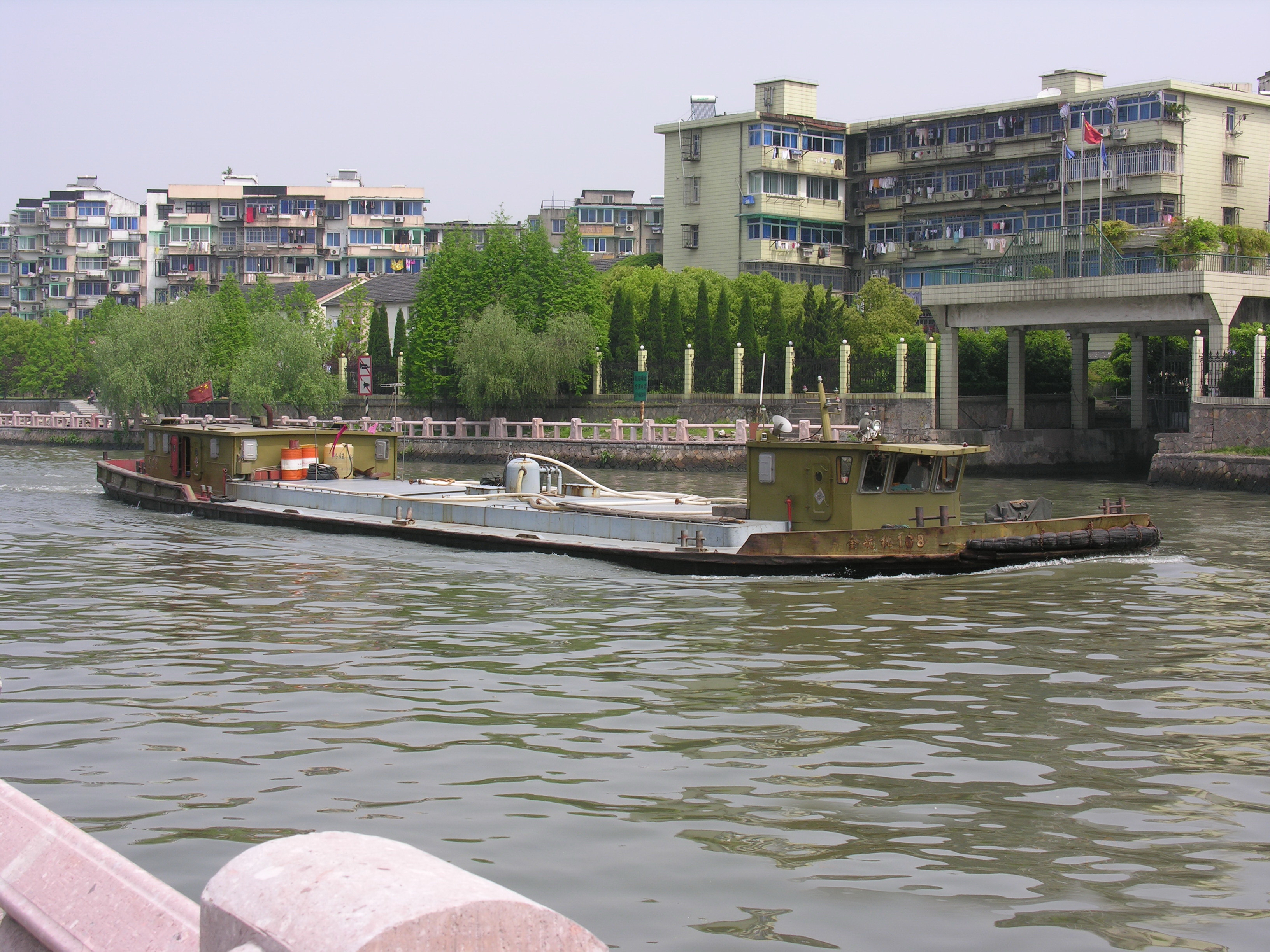
Một chiếc sà lan chạy trên Đại Vận Hà

Đại Vận Hà cũng là cầu nối cho các trao đổi văn hóa giữa miền bắc và miền nam Trung Hoa. Nó cũng đã gây ấn tượng mạnh đối với một số người châu Âu đầu tiên đặt chân tới Trung Hoa. Marco Polo đã kể lại chi tiết các cầu cong của Đại Vận Hà cũng như các nhà kho và hoạt động thương mại thịnh vượng vào thế kỷ 13. Nhà truyền giáo nổi tiếng của Kitô giáo là Matteo Ricci cũng đã du lịch từ Nam Kinh tới Bắc Kinh theo kênh đào này vào cuối thế kỷ 16.
Đoạn phía bắc của Đại Vận Hà hiện tại ít được sử dụng như là cách thức nối liền giữa miền bắc và miền nam. Nó đã được xây dựng kém, cẩu thả và chở nặng nước sông nhiều bùn của Hoàng Hà. Trong những năm gần đây, do nhu cầu sử dụng nước tăng nhanh nên đoạn này gần như khô cạn. Các đoạn trung tâm và phía nam của Đại Vận Hà, từ Tế Ninh tới Hàng Châu được duy trì khá tốt và được sử dụng nhiều để chuyên chở than từ các mỏ than tại tỉnh Sơn Đông và phía bắc tỉnh Giang Tô tới khu vực đồng bằng châu thổ sông Dương Tử, làm giảm nhẹ đáng kể sự quá tải của tuyến đường sắt Kinh Hỗ (từ Bắc Kinh tới Thượng Hải).

### Lộ trình phía đông của Dự án Nam thủy Bắc điều
Đại Vận Hà hiện nay đang trong giai đoạn nâng cấp và sẽ được sử dụng như là lộ trình phía đông (đông tuyến) của Dự án Nam thủy Bắc điều. Nước từ sông Dương Tử sẽ được bơm vào kênh tại khu vực thành phố Giang Độ. Sau đó nước được liên tục bơm dọc theo kênh tới hồ Đông Bình, tại đây nước có thể chảy xuống tới Thiên Tân và Bắc Kinh. Công việc xây dựng lộ trình phía đông này đã chính thức bắt đầu ngày 27 tháng 12 năm 2002, và theo dự kiến nước sẽ chảy tới Bắc Kinh vào năm 2012. Thách thức về mặt kỹ thuật của lộ trình này là việc xây dựng các đường ống ngầm dưới lòng sông Hoàng Hà. Ngoài ra, sự ô nhiễm nước trong Đại Vận Hà cũng là vấn đề nghiêm trọng. Thành công của lộ trình phía đông sẽ cần có sự vệ sinh sạch sẽ toàn diện của hệ thống nước trong kênh, vì thế, ảnh hưởng sinh thái của lộ trình phía đông này là vô cùng tích cực.